# Чемпіонат Сараєва з футболу
Чемпіонат футбольної асоціації Сараєва  — футбольне змагання для клубів з міста Сараєва і його околиць, що проводилося між двома світовими війнами.  

## Чемпіони та призери
Змагання вперше було проведене в 1920 році за участі 5 команд. З 1923 року переможець ліги Сараєва потрапляв до національного чемпіонату або, пізніше, до його кваліфікації. 
| Сезон   | Кількість учасників | чемпіон          | 2 місце                 | 3 місце               |
| ------- | ------------------- | ---------------- | ----------------------- | --------------------- |
| 1920    | 5                   | Хайдук (Сараєво) | Хрватський ШК (Сараєво) | Србський ШК (Сараєво) |
| 1921    | 7                   | Хайдук (Сараєво) | САШК (Сараєво)          | Славія (Сараєво)      |
| 1921-22 | 4                   | САШК (Сараєво)   | Славія (Сараєво)        | Хайдук (Сараєво)      |
| 1922-23 | 5                   | САШК (Сараєво)   | Хайдук (Сараєво)        | Славія (Сараєво)      |
| 1923-24 | 5                   | САШК (Сараєво)   | Хайдук (Сараєво)        | Сараєвські СК         |
| 1924-25 | 5                   | САШК (Сараєво)   | Сараєвські СК           | Хайдук (Сараєво)      |
| 1925-26 | 4                   | САШК (Сараєво)   | Славія (Сараєво)        | Хайдук (Сараєво)      |
| 1926-27 | 4                   | САШК (Сараєво)   | Славія (Сараєво)        | Хайдук (Сараєво)      |
| 1927-28 | 6                   | САШК (Сараєво)   | Славія (Сараєво)        | Хайдук (Сараєво)      |
| 1928-29 | 7                   | Славія (Сараєво) | Хайдук (Сараєво)        | САШК (Сараєво)        |
| 1929-30 | 5                   | Славія (Сараєво) | САШК (Сараєво)          | Хайдук (Сараєво)      |
| 1930-31 | 4                   | Слога (Сараєво)  | Желєзнічар (Сараєво)    | Віртус (Сараєво)      |
| 1931-32 | 6                   | Славія (Сараєво) | САШК (Сараєво)          | Хайдук (Сараєво)      |
| 1932-33 | 5                   | САШК (Сараєво)   | Слога (Сараєво)         | Хайдук (Сараєво)      |
| 1933-34 | 5                   | САШК (Сараєво)   | Слога (Сараєво)         | Хайдук (Сараєво)      |
| 1934-35 | 7                   | САШК (Сараєво)   | Хайдук (Сараєво)        | Слога (Сараєво)       |
| 1935-36 | 6                   | Славія (Сараєво) | САШК (Сараєво)          | Хайдук (Сараєво)      |
| 1936-37 |                     |                  |                         |                       |
| 1937-38 |                     | САШК (Сараєво)   |                         |                       |
| 1938-39 |                     | САШК (Сараєво)   |                         |                       |
| 1939-40 |                     | Вележ (Мостар)   |                         |                       |